# Pholidae
Famille
Les Pholidae forment une famille de poissons marins de l'ordre des Perciformes

## Liste des genres
Selon ITIS et WRMS :
- genre Apodichthys Girard, 1854
- genre Pholis Scopoli, 1777
- genre Rhodymenichthys Jordan & Evermann, 1896